# Вартиківці
Вартикі́вці — село в Україні, у Кельменецькій селищній громаді Дністровського району Чернівецької області.

## Географія
Через село пролягає автошлях регіонального значення Р63 Чернівці—Сокиряни. Селом тече річка Ларга.

## Історія

### Давня історія села
Місцевість нинішнього села заселялася здавна. У свій час — в пору раннього заліза місцевість входила до скіфських земель. Десь у ІІ-му ст. через ці землі пройшли германські племена сполів і готів, які імовірно витіснили скіфів (але достеменно це не відомо). Споли де який час жили в Подністров'ї, а згодом вони, а за ними і готи пішли до низу Дунаю. Це десь ІІІ-V сторіччя н. е. В VI сторіччі Північна Бессарабія входила до ареалу проживання західних антів.
У Х-ХІІ ст.. територія, де стоїть село входило до складу Київської Русі. У середині ХІІ ст.. територія міжріччя Дністра та Пруту була відрізана від Русі половцями. Русічі, що жили по Дністру (нащадки уличів і тиверців) пішли в ліси кодрової зони Молдови і Хотинської лісової зони . У ХІІ-ХІІІ ст. територія нинішнього села перебувала майже на самому кордоні Галицько-Волинського князівства. Кордон проходив у хутора Галиця (нині — Сокирянський район) і чи входила територія, яку на цей час займає село, у Галицько-Волинське князівство — не відомо, як не відомо і те, чи взагалі існувало саме в ті часи поселення на місці Вартиківців. Галицько-Волинське князівство згодом підпало під владу Золотої Орди. В 1345 р., коли угорські війська здолали татар і вигнали їх з правобережжя Дністра, територія відійшла до Угорщини, з середини XIV ст. — до складу Молдовської держави.
У 1768 році спалахнула чергова російсько-турецька війна, яка тривала до 1774 року. Територію від турків у 1769-му році звільняла російська армія під командуванням генерал-фельдмаршала князя А. А. Прозоровського. Безпосередньо в селі та поряд з ним боїв не було. Бойові зіткнення відбувалися на території сучасного Кельменецького району. Достеменно відомо, що 16 квітня 1769 року значна частина армії разом з князем зупинялася на постой в селі Романківці. 17 квітня армія перейшла в табір під селом Новоселиця, а ввечері перейшла під село Нелипівці. О 6-й год. ранку 18 квітня князь отримав рапорт від підполковника Жандра, що неприятель на 30-ти конях наближається до форпостів, а за півмилі ще видко деяку кількість ворогів. Підполковник Жандра свої полки донських козаків поставив під горою і оманливо відступаючи фланкерами, заманив супротивника, яка згодом відрізала сотня козаків. Але їм заважало болото, через яке перебралося лише декілька козаків. Попри це, ці декілька воїнів напали на турків, відразу вбили трьох, решта османів почали тікати. Прапорщик Ставицкий гнав їх до основних турецьких сил, вбив ще п'ять турецьких вояків. Турки ретирувалися до Хотина. З російського боку було поранено 2 козаків і 1 кінь.
Того ж дня російська армія розташувалася правим флангом до с. Вартиківці. Саме там відбулася одна з битв з турецьким військом під командуванням Алі-Паши. По флангах російського війська розташувалися козаки підполковника Жандри і отамана Поздєєва. По центру — гусари. Війська ще витягувалися по фронту, коли був помічений неприятель: турки — до десяти тисяч вояків йшли по хотинскій дорозі до Дністра без будь-якого строю. Турки атакували першими в бік гусар, прямо так — кучами. Козаки отамана Поздєєва мали їх атакувати, але вони зупинилися і почали відступати, не зважаючи на присутність князя. Але як раз підійшли п'ять ескадронів Угорських і Ахтирських гусар, та князь атакував ними ворога. В той самий час, в іншу наступаючу кучу турків на лівому фланзі з одинорогів вистрілили гранатами та турки трохи розсіялися. Отаман Поздєєв атакував неприятеля. Гусари бригадира Текелія за підтримки полковника Чорби з тремя харковськими ескадронами та з тремя Ахтырскими ескадронами розігнали обидві кучи і ті почали втікати по дорозі до Хотина побежали. Козаки з 11-тью ескадронами гусар кололи, рубали і гнали їх з півтори милі аж за село Мошанець. Острогожський полк і Чорний ескадрон під командою полковника Сатіна прикрывал з правого боку цю атаку. На лівому фланзі прикриття здійснювали бригадир Текели з Сербським полком. За ними йшли декілька гармат з єгерями. У неприятеля було відбито чотири прапори, два бубни (цей значний символ турецької армії), вбито більш як 300 вояків, відбито 200 коней.
Російські війська понесли значно менші втрати. Були вбиті: 3 гусари, полковник козачий Пушкарьов, 1 осавул, 13 козаків, 4 коней. Поранені: 1 вахмістр, 1 капрал, 1 трубач, 7 гусар, полковник козачий Федотов, який на другій день від рани помер, 4 осавулів, 5 хорунжих, 1 сотник, 1 п'ятидесятник, 19 козаків.
Після завершення цієї війни Вартиківці (як і вся Бессарабія) входять до складу Російської імперії. Точніше, формально на той час це була нейтральна територія, яка не підлягала заселенню ні турецькою ні російською сторонами, але фактично вона перебувала під контролем Росії.
М. І.Кутузов, який був призначений головнокомандуючим Дунайської армії, у квітні 1811 року запропонував тим, хто побажає оселитися у Бессарабії, вільні землі, які вони самі оберуть, пообіцяв захист від місцевих поміщиків, звільнення на декілька років від податей та повинностей. Щоправда, це більше стосувалося іноземних переселенців, наприклад болгар, німців, греків. Після того, до 1812 р. кількість переселенців у Бессарабію зросла з 4 тис. у 1809 р. до 25 тис. Але з від'їздом Кутузова з Бессарабії через війну з Наполеоном, управління у краї стало здійснюватися за місцевими законами і звичаями. Переселенців позбавили прав на особливе становище і відновили його лише у 1818-му році, коли про порушення узнав імператор Олександр І.
По Бухарестському мирному договору 1812 р., укладеному між Туреччиною і Росією ця територія остаточно була приєднана до Росії. Село стало волосним центром Хотинського повіту Бесарабської губернії. Адміністративним центром губернії став Кишинів — колишнє монастирське володіння.

### Перша половина ХХ-го сторіччя (до 1944р.)
Наприкінці лютого 1918 р. австро-німецькі війська увійшли до Вартиківців. Після розпаду Австро-Угорщини у листопаді 1918 року село загарбала Румунія. Розпочалися кривавий терор, нещадне пограбування, примусові реквізиції. Спалахнуло Хотинське повстання.
Тривалий час з початку румунської окупації на території всього Хотинського повіту діяла гайдамацька група Поліщука і Буди, які зухвало грабували поміщиків, представників румунської влади і євреїв, які прислуговувалися окупантам. Майже все награбоване Поліщук і Буда роздавали селянам. Про них народ складав легенди, та навіть пісню молдовською мовою. Поліщук — колишній унтер-офіцер царської армії, грамотна людина. Буда був неграмотним селянином, але не менш відчайдушним. Владам декілька разів вдавалося заарештовувати гайдамаків, але вони весь час тікали і продовжували свою боротьбу. Але все ж, через деякий час, жандарми у черговий раз піймали Поліщука і щоб позбутись, спровокували йому втечу, та під час цей спроби застрелили. Буда сидів у тюрмі, був звільнений радянськими військами, воював і героїчно загинув на фронті.
Боротьба трудового селянства проти румуно-боярського гніту, за возз'єднання з Радянською Україною, не припинялася аж до 28 червня 1940 року.

### За радянських часів
У березні 1944 р. війська 2-го Українського фронту під командуванням генерала армії Конєва І. С. (який тільки прийняв командування фронтом після загибелі генерала армії Ватутіна М. Ф.), у взаємодії з військами 1-го Українського фронту (під командуванням маршала Жукова Г. К.), провели одну з найважчих військових операцій цієї війни — Умансько-Ботошанську наступальну операцію. Радянським військам протистояла німецька група армій «Південь» під командуванням генерал-фельдмаршала Еріха фон Манштейна. У смузі 2-го Українського фронту оборонялися німецькі 8-ма армія (під командуванням генерала піхоти Отто Велера) і частина сил 6-й армії (під командуванням генерал-полковника Карла Холлідта), які налічували 20 дивізій, у тому числі 4 танкові и 2 моторизовані. Війська 2-го Українського фронту розгромили німецьку 8-му армію и частину сил 6-ї танкової армії, розсікли смугу оборони німецької групи армій «Південь», звільнили значну частину Правобережної України і Молдовської РСР, увійшли на територію Румунії.
Підтримку військам з повітря надавала 5-та повітряна армія (командувач генерал-лейтенант авіації Горюнов С. К.). Радянська 40-ва армія під командуванням генерал-лейтенанта Ф. Ф. Жмаченка, отримала наказ, рухаючись вздовж Дністра, відрізати шлях до відступу 1-ї танковій армії німців, якою командував генерал-полковник Ганс Хубе.

## Населення
Згідно з переписом УРСР 1989 року чисельність наявного населення села становила 1516 осіб, з яких 679 чоловіків та 837 жінок.
За переписом населення України 2001 року в селі мешкало 1457 осіб.

### Мова
Розподіл населення за рідною мовою за даними перепису 2001 року:
| Мова       | Відсоток |
| ---------- | -------- |
| українська | 97,74 %  |
| російська  | 1,30 %   |
| молдовська | 0,89 %   |
| білоруська | 0,07 %   |